# Leucocroton leprosus
Leucocroton leprosus är en törelväxtart som först beskrevs av Carl Ludwig von Willdenow, och fick sitt nu gällande namn av Ferdinand Albin Pax och Käthe Hoffmann. Leucocroton leprosus ingår i släktet Leucocroton och familjen törelväxter. Inga underarter finns listade i Catalogue of Life.